# ファンキーハットの快男児シリーズ
『ファンキーハットの快男児シリーズ』（ファンキーハットのかいだんじシリーズ）は、主演 ： 千葉真一、監督 ： 深作欣二にてシリーズ化された日本映画。1961年に全2作が封切り公開された。映画『風来坊探偵シリーズ』で組んだ千葉＆深作コンビで、現代的な若者が探偵として、誘拐・殺人と次々発生する事件を快刀乱麻に解決していく作品である。

## 解説
談合・インサイダー取引や日本プロ野球の新人争奪戦など、世相を反映した社会問題を題材にアクション・サスペンス・ミステリ・コメディタッチを織り交ぜて、スリルに謎解きが展開されていく物語。ニュー東映のホープとして躍り出ていた千葉真一が主人公に扮し、中原ひとみをヒロインに迎えた青春痛快シリーズとなっている。
コミカルに遊び盛りの坊ちゃん探偵・天下一郎を演じている千葉真一は、学生時代に器械体操で培った筋骨隆々な肉体美を大車輪で見せ、左右に開脚して2人の敵を同時に倒す跳び蹴りをするなど、吹き替えなしで数々のスタントをこなしている。深作欣二は同年の映画『風来坊探偵シリーズ』では、主人公にウィンチェスターライフルを持たせ西部劇ばりの銃撃戦を展開させるスピーディーかつ乾いた演出をしているものの、東映から映画『渡り鳥シリーズ』のような無国籍映画を作るよう指示されていたため、それを意識した作品となっている。しかし本シリーズはこのような条件を付けられず、オリジナルな演出がされており、一郎を今風な青年で拳銃を持たず現実的なキャラクターとし、内田安夫に手持ちカメラで撮影させ、映画音楽にはジャズを全編に流し、勢いのある映像に仕上げた。同シリーズは1966年の映画『カミカゼ野郎 真昼の決斗』や、1968年から1973年に放送されたテレビドラマ『キイハンター』の原型にもなっている。
全作の映画スタッフは同じ陣容、配役は天下一郎、一郎の相棒・茂、天下探偵事務所関係者がシリーズ通して登場し、そのほかの全作に出演している俳優の役柄はみな異なっており、第1作『ファンキーハットの快男児』の製作はニュー東映だが、第2作『ファンキーハットの快男児 二千万円の腕』は東映となった。

## 一覧
年月日は日本での公開初日。
- 第1作『ファンキーハットの快男児』（1961年8月5日）

出演 - 千葉真一・中原ひとみ・新井茂子・岡本四郎・八代万智子 ほか
監督 - 深作欣二
脚本 - 田辺虎男・池田雄一
製作 - ニュー東映
- 第2作『ファンキーハットの快男児 二千万円の腕』（1961年9月13日）

出演 - 千葉真一・中原ひとみ・小川守・岡本四郎・波島進 ほか
監督 - 深作欣二
脚本 - 田辺虎男・池田雄一
製作 - 東映